# A.S. Handball Albatro Siracusa 2017-2018

## Stagione
L'Albatro Teamnetwork Siracusa partecipa nella stagione 2017-2018 al campionato di Serie A1. Al termine della stagione, rinuncerà all'iscrizione al prossimo campionato di massima serie, ripartendo dalla Serie B.

## Rosa
| N° | Naz.                 | Ruolo | Sportivo                   | Anno |  |  |
| -- | -------------------- | ----- | -------------------------- | ---- |  |  |
| 12 | Argentina (bandiera) | P     | Javier Grande              | 1992 |  |  |
| 32 | Italia (bandiera)    | P     | Gianmarco Fontana          | 2002 |  |  |
| 70 | Italia (bandiera)    | P     | Lorenzo Rubino             | 2003 |  |  |
| 3  | Italia (bandiera)    | C     | Michelangelo Manuele       | 1995 |  |  |
| 4  | Italia (bandiera)    | A     | Gaetano Genovese           | 1993 |  |  |
| 6  | Italia (bandiera)    | T     | Gianluca Vinci             | 1999 |  |  |
| 7  | Italia (bandiera)    | A     | Umberto Bronzo             | 2000 |  |  |
| 8  | Italia (bandiera)    | T     | Mattia Calvo               | 1990 |  |  |
| 9  | Italia (bandiera)    | A     | Alessandro Bandiera        | 2005 |  |  |
| 10 | Argentina (bandiera) | C     | Federico Vanoli            | 1994 |  |  |
| 11 | Italia (bandiera)    | A     | Andrea Calvo               | 1987 |  |  |
| 17 | Argentina (bandiera) | A     | Juan Ignacio Cantore       | 1992 |  |  |
| 18 | Italia (bandiera)    | A     | Francesco Burgio           | 2005 |  |  |
| 19 | Italia (bandiera)    | PV    | Stefano Garofalo           | 1990 |  |  |
| 22 | Cile (bandiera)      | PV    | Marco Antonio Oneto Zuniga | 1982 |  |  |
| 23 | Argentina (bandiera) | PV    | Maximo Murga               | 1985 |  |  |
| 24 | Italia (bandiera)    | A     | Giuseppe Cuzzupè           | 2005 |  |  |
| 77 | Croazia (bandiera)   | T     | Nikola Kedzo               | 1990 |  |  |

- Allenatore: Giuseppe Vinci